# Daitō-Inseln
Die Daitō-Inseln (jap. 大東諸島, Daitō-shotō), früher Borodino-Inseln, sind 3 kleine Koralleninseln in der Philippinensee im nordwestlichen Pazifischen Ozean, etwa 360 km östlich von Okinawa gelegen.

## Benennung
Die Inseln wurden von den Einwohnern der Ryūkyū-Inseln ufuagari für „äußerster Osten“ genannt, was mit den Schriftzeichen 大東 geschrieben wurde. Die japanische Aussprache dieser ist wiederum daitō.
Den Namen Borodino-Inseln bekamen die Inseln von dem russischen Schiff Borodino, das sie 1820 fand und ihre Position korrekt festlegte. Die Inseln waren damals unbewohnt.

## Geografie
Die drei Inseln der Gruppe heißen:
- Minami-daitō (南大東島, wörtlich: „Süd-Daitō-Insel“): 30,57 km², 1331 Einwohner
- Kita-daitō (北大東島, wörtlich: „Nord-Daitō-Insel“): 11,94 km², 604 Einwohner
- Oki-daitō (沖大東島, wörtlich: „abgelegene Daitō-Insel“, früher Rasa): 1,15 km², unbewohnt

Nur die ersten beiden Inseln sind bewohnt. Die Insel Oki-daitō, 150 km südlich von Minami-daitō, war im Zweiten Weltkrieg ein Militärstützpunkt, der heute aber verlassen ist.
Die Daitō-Inseln bilden zwei Gemeinden des Landkreises Shimajiri (島尻郡, -gun) der Präfektur Okinawa:
- Kitadaitō (zu der auch Oki-daitō gehört)
- Minamidaitō

Die etwas abgelegene südlichste Insel Oki-daitō gehört zur Gemeinde Kitadaitō, obwohl sie weiter von der Insel Kita-daitō als von Minami-daitō entfernt ist.
Obwohl sie verwaltungsmäßig zur Präfektur Okinawa gehören, sind sie geographisch und geologisch von den Okinawa-Inseln getrennt.

### Geologie

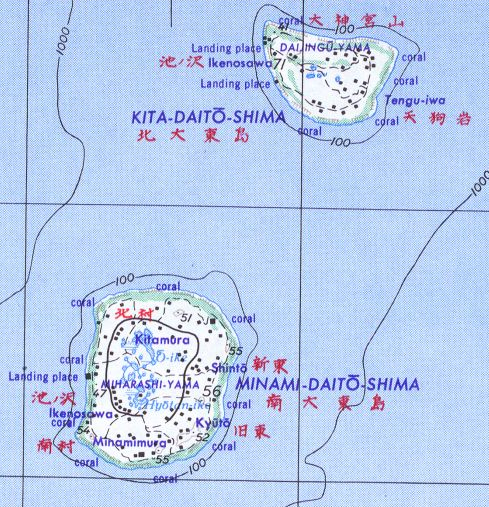
Minami-daitō und Kita-daitō

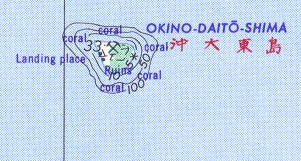
Oki-daitō

Die Inseln selbst sind durch Hebung entstanden (Gehobenes Atoll), als Folge davon muss jeder Besucher die 10 bis 20 Meter hohen Kliffs überwinden. Das geschieht heute mit Hilfe eines Krans.
Das Innere der Inseln liegt etwas tiefer und ist – sofern noch nicht mit Zuckerrohr bepflanzt – von Sümpfen und kleinen Seen gekennzeichnet.
Kita-daitō und Minami-daitō liegen auf dem Daito-Rücken, während Oki-daitō, getrennt durch die Okidaito-Terrasse, auf dem Okidaito-Rücken liegt.

## Geschichte
Die Besiedlung durch Japaner begann erst 1899. Hanemon Tamaoki von der Insel Hachijō (Izu-Inseln) erreichte mit einigen Pionieren nach 60-tägiger Fahrt die Inseln und begann mit der Urbarmachung. Sie pflanzten neben Lebensmitteln vor allem Zuckerrohr, das auch heute das Hauptexportgut der Inseln darstellt.
Das Trinkwasser für die Insel wird von einer Meerwasserentsalzungsanlage geliefert.

## Wirtschaft
Die Wirtschaft der Inseln begann mit dem Anbau von Zuckerrohr. Das Geschäft wurde 1917 von der Toyo Sugar Refining Co., Ltd. übernommen, die zum Transport auch eine kleine Eisenbahnlinie installierte. Aus dem Zuckerrohr wird seit 2004 auch Rum gebrannt und exportiert.
1911 begann der kommerzielle Abbau von Phosphaterzen und Superphosphat-Kalk auf Oki-daitō, seit damals die einzige Quelle Japans.
Vor dem Zweiten Weltkrieg gab es auch Guanoabbau auf den Inseln Kita-daitō und Oki-daitō. Von den Einrichtungen sind aber nur noch Ruinen zu finden.
Fischen und Schnorcheln gehören zu den bevorzugten Aktivitäten der Einheimischen.

## Verkehrsanbindung
Die Insel Minami-daitō verfügt über einen kleinen Flughafen (Neueröffnung am 22. Juli 1997) mit einer Landebahn von 1500 m Länge. Ein kleines Transportflugzeug kann bis zu 40 Passagiere auf die Insel bringen. Die Flugzeit beträgt etwa 1 Stunde.
Alternativ kann die Insel auch per Schiff erreicht werden. Die Fahrtzeit beträgt etwa 13 Stunden.
Von Zeit zu Zeit werden die Inseln von Kreuzfahrtschiffen angelaufen.

## Fauna
Durch den Anbau von Zuckerrohr und dem damit einhergehenden massiven Umbau der Insel sind vermutlich einige Arten ausgestorben. Beispiele für endemische Arten sind:
- Borodino-Zaunkönig (Troglodytes troglodytes orii)
- Borodino-Buntmeise (Poecile varia orii)
- Borodino-Flughund (Pteropus dasymallus daitonensis) Kuroda, 1921

Die Daitō-Inseln sind als Important Bird Area ausgewiesen. Eine dort vorkommende, als potentiell gefährdet eingestufte Vogelart ist die Schmuck-Zwergohreule.